# 老古玩商店
老古玩商店（英語：Ye Olde Curiosity Shop）建立於1899年，是一家位於华盛顿州西雅圖內海濱的店面。雖然經歷數次搬遷，但主要還是位在濱海區域，目前正位於54碼頭。現今為知名的紀念品店，也被定位於一元商品博物館，多年來對於西北沿岸藝術與博物館有舉足輕重的地位。在2008年，這個商店已由此家庭的四個世代擁有。
1933年，西雅圖之星（西雅圖當地報紙，1899年創刊－1947年停刊）將老古玩商店列入"西雅圖七大奇景"之一，老古玩商店是名單中唯一的商家。其他六景是港口、Ballard水閘（Ballard Locks）、波音工廠、西雅圖美術館、派克市場以及華盛頓大學附近的Hotel Deca酒店。

## 擁有者

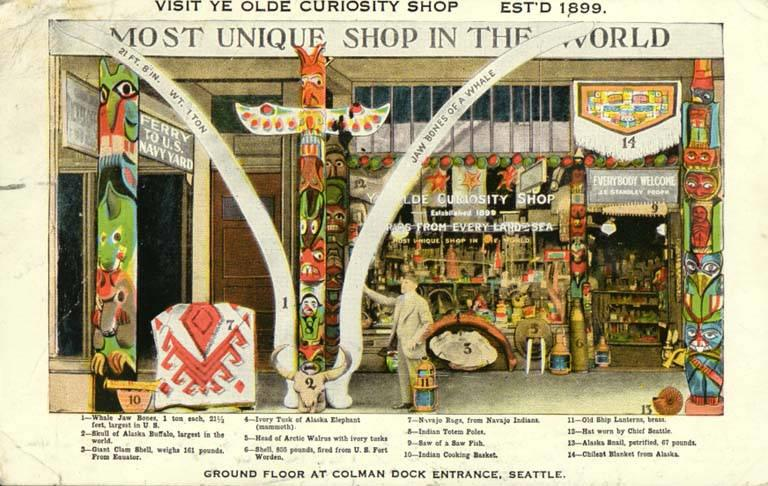
This 1922 postcard shows Ye Olde Curiosity Shop in its home at that time on Colman Dock. Today, this site is part of Pier 50, the Washington State Ferry Terminal. The postcard shows a variety of artifacts on display in front of the shop, including whale jaw-bones ("1 ton each, 22½ feet, largest in U.S."), a giant clam shell ("weighs 161 pounds, from Equator"), a hat worn by Chief Seattle, and several totem poles.

這間商店在1899年由J.E. " Daddy" Standley（出生1854年2月24日，出生地在俄亥俄州Steubenville）所創立。他在丹佛，科羅拉多的一個菜市場中交易古玩和印第安物品已經有些名氣。他在1899年搬到西雅圖，因為他妻子的健康不好，遇到了突然繁榮起來的城市供應和受益於克朗代克河淘金熱的他。他在1899年成立了這個事業。在1909阿拉斯加育空和平的博覽會（A-Y-P博覽會）的一個展覽，在西雅圖畫了遊人、學者、人類學家和收藏家而這就變成是他商店的極大宣傳。它也贏取了Standley在民族學收藏品的一枚金牌。
Standley的商店呈現出雜亂的珍品和有價值的藝術物品。他收集並且以他的方式銷售，而且讓美國當地藝術家以他的規格製造藝術品。他銷售真正的特里吉特人圖騰柱，而且酷似由住在西雅圖的溫哥華島嶼努查努阿特人部落的雕刻師所做的，及在日本製造的同樣低廉紀念品圖騰柱。他對古怪的亞馬遜皺褶的小頭有異於常人的鑑賞力。
除了這間店鋪之外，Standley西西雅圖一英畝的地產上建造了一間他稱為"圖騰寓所"的房子。所收集的圖騰柱資產、巨大的人骨，和其他古玩物充斥著這間日本式風格的茶屋及小木屋，吸引了無數的觀光客。
1937年，Standley在83歲時，在阿拉斯加一條沿著西雅圖海岸的道路上發生車禍，導致他的腿斷掉了，也一直沒有康復。儘管他在1940年10月25日過世，不過在過世的前四天中他仍然持續做生意。Standley的兒子Edward在1907年的時候就參與了這家店的經營，一直到1945年他過世。Russell James在1912年時第一次與這家商店合夥，而最後也娶了Standley的女兒。除了參加第一次世界大站之外，James一直在這裡工作到1952年。Standley的孫子Joe James從1946就開始在這家商店工作，而且營運了超過50年。Joe James的兒子Andy和女兒Debbie至少在1980年時也有參與這家店的運作。

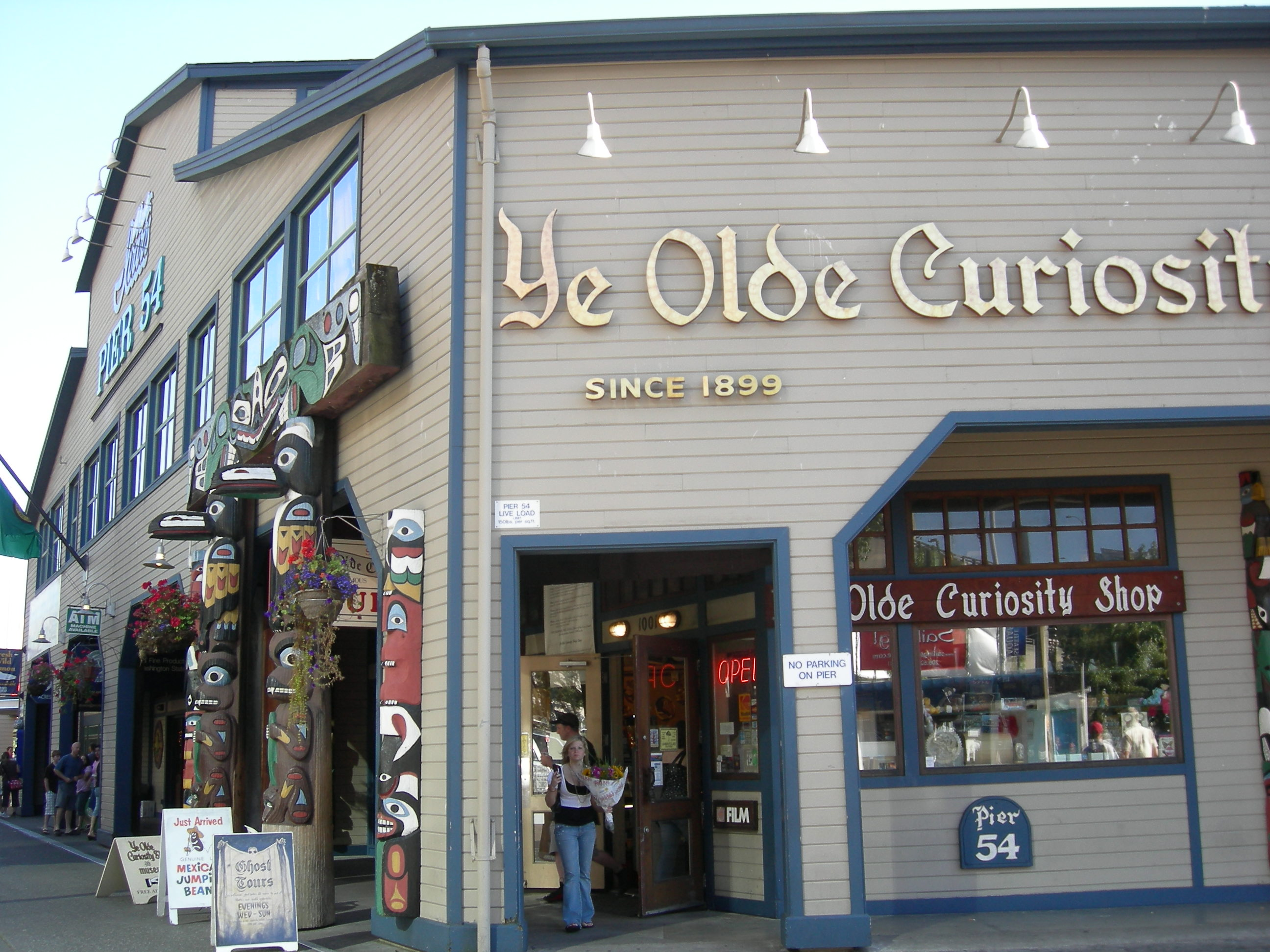
The current shop on Pier 54 (2007).

這間商店的所有者是前面提到的Andy James以及他的妻子Tammy，而他們也擁有鄰近西雅圖港的貿易商船。貿易商船主要在公平交易貨物。在大約25年前，James家族經營第55號碼頭的第二家沿岸商店，熟悉許多不同的沿岸地標，Ye Olde Curiosity Shop Ⅱ，以及簡樸的Ye Olde II。而Ye Olde II關閉的時間與貿易商船開始的時間是同一個時間點。　

## 外部連結
- Official site （页面存档备份，存于）
- Market Street Traders site
- Highlights from Ye Olde Curiosity Shop （页面存档备份，存于）, Seattle Times, March 25, 2003. Nine photographs of items from a 2003 exhibit at the Washington State History Museum, Tacoma, Washington